# Софіївська сільська рада (Черкаський район)
Софі́ївська сільська́ ра́да — адміністративно-територіальна одиниця та орган місцевого самоврядування в Черкаському районі Черкаської області. Адміністративний центр — село Софіївка.

## Загальні відомості
- Населення ради: 1 606 осіб (станом на 2001 рік)

## Населені пункти
Сільській раді підпорядковані населені пункти:
- с. Софіївка
- с. Гута Станіславчицька
- с. Станіславчик
- с. Шелепухи

## Склад ради
Рада складається з 16 депутатів та голови.
- Голова ради: Мороз Олександр Якович
- Секретар ради: Ломака Ольга Дмитрівна

### Керівний склад попередніх скликань
| Прізвище, ім'я, по батькові | Основні відомості                                                                     | Дата обрання | Дата звільнення |
| --------------------------- | ------------------------------------------------------------------------------------- | ------------ | --------------- |
| Білик Михайло Іванович      | Сільський голова, 1949 року народження                                                | 26.03.2006   | 12.09.2008      |
| Проходенко Ганна Петрівна   | Сільський голова, 1967 року народження, член Всеукраїнського об'єднання «Батьківщина» | 03.05.2009   | 31.10.2010      |
| Мороз Олександр Якович      | Сільський голова, 1960 року народження, освіта середня загальна, безпартійний         | 31.10.2010   |                 |

Примітка: таблиця складена за даними сайту Верховної Ради України

### Депутати
За результатами місцевих виборів 2010 року депутатами ради стали:

#### За суб'єктами висування
| Суб'єкт висування                     | Кількість обраних депутатів | %    |
| ------------------------------------- | --------------------------- | ---- |
| Партія регіонів                       | 9                           | 56,3 |
| Самовисування                         | 6                           | 37,5 |
| Українська соціал-демократична партія | 1                           | 6,3  |

#### За округами
| № округу                              | Прізвище, ім'я, по батькові       | Дата визнання обраним | Освіта  | Партійна приналежність                        | Відомості про обраного депутата                          |
| ------------------------------------- | --------------------------------- | --------------------- | ------- | --------------------------------------------- | -------------------------------------------------------- |
| Партія регіонів                       |                                   |                       |         |                                               |                                                          |
| 4                                     | Кириченко Валентина Володимирівна | 05.11.2010            | середня | член Партії регіонів                          | Софіївська сільська рада, землевпорядник                 |
| 5                                     | Будник Віктор Павлович            | 05.11.2010            | вища    | член Партії регіонів                          | Софіївське лісництво, помічник лісничого                 |
| 6                                     | Коберник Олександр Анатолійович   | 05.11.2010            | вища    | член Партії регіонів                          | Софіївське лісництво, майстер лісу                       |
| 11                                    | Горб Григорій Володимирович       | 05.11.2010            | середня | член Партії регіонів                          | приватний підприємець                                    |
| 12                                    | Яременко Руслан В'ячеславович     | 05.11.2010            | вища    | член Партії регіонів                          | тимчасово не працює                                      |
| 13                                    | Масик Леся Володимирівна          | 05.11.2010            | вища    | член Партії регіонів                          | Софіївська д/лікарня, акушерка                           |
| 14                                    | Прокопенко Михайло Михайлович     | 05.11.2010            | середня | член Партії регіонів                          | Софіївське лісництво, майстер лісу                       |
| 15                                    | Походенко Валентина Василівна     | 05.11.2010            | вища    | член Партії регіонів                          | фельдшерсько-акушерський пункт с. Шелепухми, завідувачка |
| 16                                    | Подвич Іван Юрійович              | 05.11.2010            | середня | член Партії регіонів                          | ЗАТ Миронівська птахофабрика, вантажник                  |
| Українська соціал-демократична партія |                                   |                       |         |                                               |                                                          |
| 1                                     | Гребенюк Ольга Григорівна         | 05.11.2010            | вища    | позапартійна                                  | загальноосвітня школа І-ІІ ст., вчитель                  |
| Самовисування                         |                                   |                       |         |                                               |                                                          |
| 2                                     | Гладський Володимир Віталійович   | 05.11.2010            | вища    | член Всеукраїнського об'єднання «Батьківщина» | Черк.райлікарня держвемедицини, ветлікар                 |
| 3                                     | Ломака Ольга Дмитрівна            | 05.11.2010            | вища    | позапартійна                                  | Софіївська сільська рада, секретар                       |
| 7                                     | Походенко Яків Олексійович        | 05.11.2010            | вища    | член Всеукраїнського об'єднання «Батьківщина» | загальноосвітня школа І-ІІІ ст., вчитель                 |
| 8                                     | Грибіник Тетяна Миколаївна        | 05.11.2010            | середня | позапартійна                                  | Софіївське відділення зв'язку, листоноша                 |
| 9                                     | Корчемна Таміла Павлівна          | 05.11.2010            | вища    | позапартійна                                  | фельдшерсько-акушерський пункт с. Шелепухи, акушерка     |
| 10                                    | Півень Юрій Іванович              | 05.11.2010            | вища    | член Всеукраїнського об'єднання «Батьківщина» | Софіївське лісництво, майстер лісу                       |